# Пассауское искусство
Пассауское искусство (нем. Passauer Kunst) — возникшая в XVI веке в Западной Европе система магических приёмов и талисманов, направленная на то, чтобы уберечь использующего их от насильственной смерти. 

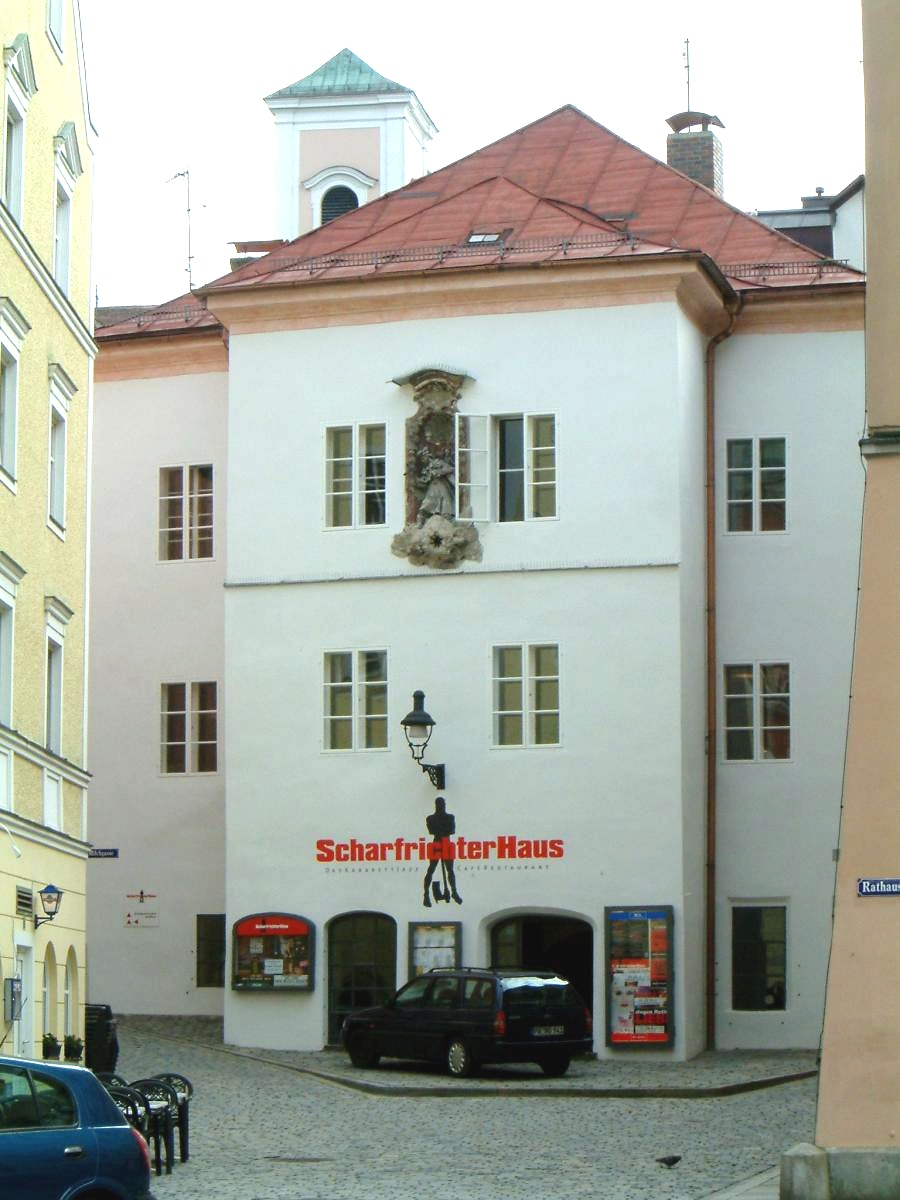
Дом в Пассау, где жили палачи

Предполагается, что «Пассауское искусство» появилось в середине XVI века во Фландрии. Его название связывается с тем, что в 1611 году палач из города Пассау Каспар Нейхард (Нейхарт) продавал проходившим через город наёмным солдатам записки с колдовскими письменами, которые требовалось хранить при себе, зашив в кисет или ладанку, или же съесть в критической ситуации.
Особенно популярным «Пассауское искусство» стало во время Тридцатилетней войны (1618—1648). Появились многочисленные книги с советами по его применению. Одной из самых популярных из них стала книга Йоханнеса Старициуса (Johannes Staricius) «Сокровища героя», которая была издана во Франкфурте в 1615 году и до конца XVII века переиздавалась не менее десяти раз. Чтобы уберечься от турецкой сабли, эта книга советовала смочить менструальной кровью девственницы льняной платок, ею же сотканный, и обмотать правую руку. Если имелось подозрение, что враг заключил договор с дьяволом, то рекомендовалось выпачкать клинок свиным навозом, а также зарядить оружие пулей, предварительно побывавшей в анусе (лучше всего священника).
Церковь (как католическая, так и протестантские конфессии) не одобряла такие практики, но ограничивалась лишь проповедями о вреде неверия и ложного благочестия. При этом в качестве талисманов нередко использовались гостии, которые крали во время причастия, затем подкладывали под алтарь в церкви, после чего солдаты грызли их перед боем, носили у сердца и даже пытались вживить в своё тело. Также в гостии клали записки с «колдовскими знаками» (кресты, алхимические символы, буквы неведомых алфавитов). Их писали на вырванном из священных книг пергаменте, часто кровью. В таких записках часто также можно было встретить буквы INRI (аббревиатура латинской фразы Iesvs Nazarenvs Rex Ivdæorvm — «Иисус Назарянин, Царь Иудейский») и строки из Евангелия от Иоанна.
Перед решающими сражениями солдаты надевали Nothemd, «рубашку последнего боя». Это была короткая рубашка с вышитыми на груди человеческими головами: справа голова с бородой, слева — в короне и с рогами («венценосный Вельзевул»). Эти изображения связывают с германскими языческими богами Вотаном и Донаром. Около этих голов на рубаху нашивались два креста. Изготовлять такую рубашку полагалось исключительно девственницам. Особой силой наделялась рубашка, сшитая в ночь на Рождество, девочками, которым ещё не исполнилось семи лет. При этом требовалось произнести, что рубашка изготавливается «во имя чёрта» (im Namen Teufel).